# 高蒂傳
《高蒂傳》（英語：Gotti）是一部2018年的美國傳記犯罪電影，由凱文·康諾利執導，勒姆·杜伯斯和萊奧·羅西編劇。本片講述紐約市的甘比諾犯罪家族黑幫約翰·高蒂和他兒子約翰·A·高蒂的生活。主演是尊·特拉華達、凯莉·普雷斯顿、史戴西·奇屈、普魯特·泰勒·文斯、斯賓塞·洛夫朗哥和維克多·戈爾卡伊。
本片的主要拍攝於2016年7月在俄亥俄州的辛辛那提開始，並於2017年2月在紐約州的布魯克林結束。本片最初定於2017年12月15日在美國上映，但僅在兩週前，電影的預定發行商獅門娛樂將本片賣回其監製和製片商，推遲了發行。本片在2018年康城影展首映後於2018年6月15日在美國上映。《高蒂傳》被影評人抨擊，雖然本片的化妝得到一些讚揚，但他們抱怨其編劇、美學和演出，而尊·特拉華達的表現就得到褒貶不一的評價。本片在2023年4月被知名影評網站爛番茄列入該站整理的「有史以來最糟糕的100部電影」排行榜，在該榜單位居第5名。

## 劇情
本片記述了犯罪老大約翰·高蒂的三十年統治期，以及他躍升為紐約市的甘比諾犯罪家族首腦，還有他的兒子小約翰與他忠心的妻子Victoria的故事。

## 演員
- 尊·特拉華達 飾 約翰·高蒂——紐約市的黑幫和甘比諾犯罪家族的老大。
- 凯莉·普雷斯顿 飾 Victoria Gotti——高蒂的妻子。
- 史戴西·奇屈 飾 Aniello Dellacroce（英语：Aniello Dellacroce）——甘比諾犯罪家族的小老闆，高蒂的導師。
- 普魯特·泰勒·文斯（英语：Pruitt Taylor Vince） 飾 Angelo Ruggiero（英语：Angelo Ruggiero）
- 斯賓塞·洛夫朗哥（英语：Spencer Lofranco） 飾 約翰·A·高蒂——高蒂的兒子。
- 威廉·德梅（英语：William DeMeo） 飾 薩米·格拉瓦諾——甘比諾犯罪家族的小老闆和高蒂的得力助手，後來成為FBI的告密者並幫忙打倒高蒂。
- 萊奧·羅西 飾 巴塞洛繆·博列埃洛（英语：Bartholomew Boriello）——高蒂的黑幫執行人。
- 維克多·戈爾卡伊（英语：Victor Gojcaj） 飾 Father Damien
- Tyler Jon Olson 飾 Hydell
- Megan Leonard 飾 Kim Gotti——小高蒂的妻子。
- Ashley Drew Fisher 飾 維多利亞·高蒂——高蒂的女兒。
- Lydia Hull 飾 Diane Giacalone——起訴高蒂的助理地方檢察官。
- Chris Kerson 飾 威爾弗雷德·約翰遜（英语：Wilfred Johnson）
- 克里斯·穆爾基（英语：Chris Mulkey） 飾 法蘭克·德奇可（英语：Frank DeCicco）
- Sal Rendino 飾 樊尚·吉根特（英语：Vincent Gigante）——吉諾維斯犯罪家族的老大。

## 外部連結
- 互联网电影数据库（IMDb）上《高蒂傳》的资料（英文）